# Kristiina Ojuland
Kristiina Ojuland (Kohtla-Järve, 17 dicembre 1966) è una politica e diplomatica estone, Ministro degli Affari Esteri dal 2002 al 2005 e successivamente eurodeputata dal 2009 al 2014.

## Biografia
Dopo gli studi all'Università di Tartu, Kristiina Ojuland frequentò il programma Graduate Institute of International and Development Studies.
Nei primi anni novanta, fu impiegata al Ministero della Giustizia e al Ministero degli Affari Esteri, in rappresentanza del quale divenne nel 1993 rappresentante permanente per l'Estonia in seno al Consiglio d'Europa.
Nel 1994 fu eletta deputata al Riigikogu come esponente del Partito Riformatore Estone e affiancò l'incarico a quello di capodelegazione estone nonché leader del gruppo ALDE nell'Assemblea parlamentare del Consiglio d'Europa. Nel 2004 si candidò alla carica di Segretario generale del Consiglio d'Europa.
Tra il 2002 e il 2005 rivestì la carica di Ministro degli Affari Esteri sotto le amministrazioni Kallas e Parts.
Nel 2007 partecipò come concorrente alla seconda edizione del programma televisivo Tantsud tähtedega, la versione estone di Ballando con le stelle, classificandosi al sesto posto.
Nel 2009 divenne una degli europarlamentari dell'Estonia. Anche al Parlamento Europeo fu membro dell'ALDE e restò in carica fino al 2014.
Nel 2013 il Partito Riformatore, allora capeggiato dal primo ministro Andrus Ansip, espulse la Ojuland dopo uno scandalo che l'aveva coinvolta con l'accusa di brogli.
Nel 2014 fondò un proprio partito, che non riuscì ad ottenere seggi in Parlamento né nelle elezioni del 2015 né in quelle del 2019. In questi anni Kristiina Ojuland si espresse su posizioni politiche fortemente antislamiche e anti-immigrazione, definendo i flussi migratori "una minaccia per la razza bianca".